# Przekrój
Przekrój (рус. «Пше́круй», ['pʂɛkruj]; с пол. — «Обозрение») — популярный польский общественно-политический еженедельный журнал, издающийся с 1945 года. Тираж в отдельные периоды достигал 700 тыс. экземпляров, далеко превосходя популярность всех остальных журналов в стране. Редакция находилась в Кракове (в 2002—2009 годах и с 2016 года — в Варшаве). Издание еженедельника приостанавливалось в сентябре 2013 года, с декабря 2016 года выходит ежеквартально. С журналом сотрудничали видные польские публицисты и писатели, в частности, Станислав Лем и Константы Ильдефонс Галчиньский (последний называл культурную среду, созданную журналом, не менее чем «цивилизацией „Пшекруя“»).

## Мысли людей великих, средних и пёсика Фафика
Русскоязычному читателю в 1960-е — 1970-е годы «Пшекруй» был известен благодаря постоянной рубрике «Мысли людей великих, средних и пёсика Фафика» (пол. Myśli ludzi wielkich, średnich oraz psa Fafika) — подборке иронических афоризмов. Её время от времени перепечатывал журнал «Наука и жизнь» и цитировали другие советские издания. «Мысли» состояли частью из высказываний настоящих знаменитостей, частью из глубокомысленных суждений неких магистра Кавуси, братьев Роек, лорда Галлюкса и его жены, Макарина из Цедета, Крети Патачкувны и Мерилин Набялек, цитат из таинственных книг «Пи», «Ву», «Будь Карузо баранки», «Я была шиной мерседеса», а также жизненных наблюдений песика Фафика. За загадочными псевдонимами скрывались сотрудники «Пшекруя», прежде всего его главный редактор с 1945 по 1969 год Мариан Эйле-Квасневский (пол. Marian Eile) и заместитель главного редактора Янина Ипохорская. Фафиком звали собаку Мариана Эйле. Псевдонимами «братья Роек», «сёстры Роек», «Кретя П.», «Салями Кожерский» и др. подписаны также многие заметки в «Пшекруе».